# Tolerancja religijna

Akt Konfederacji Warszawskiej (1573)

Tolerancja religijna – postawa tolerancji dla poglądów religijnych innych osób i uznawanie ich prawa do wyznawania religii odmiennej od religii przez siebie wyznawanej bądź do światopoglądu bezreligijnego; przeciwieństwo fanatyzmu religijnego.

## Historia
Prekursorem tolerancji religijnej nawet w stosunku do pogan był Paweł Włodkowic. Włodkowic głosił, że nikomu nie wolno dyskryminować innowierców żyjących spokojnie we własnym państwie, zwłaszcza pod pretekstem „szerzenia wiary” siłą „nawracać” pogan na chrześcijaństwo. Pierwszym dokumentem prawnym gwarantującym wolność religijną (dokładnie pokój między różnowiercami, łac. pax inter dissidentes de religione) był Akt Konfederacji Warszawskiej uchwalony na pierwszym sejmie konwokacyjnym w 1573 w Warszawie. Został on włączony do artykułów henrykowskich.

## Tolerancja religijna obecnie
W większości państw zagwarantowana jest prawnie wolność religijna i dotyczy ona wszystkich występujących religii. Akt Konfederacji Warszawskiej (1573) jest uważany za początek gwarantowanej prawnie tolerancji religijnej i w 2003 został wpisany na listę UNESCO „Pamięć Świata”.